# Edward Brongersma
Edward Brongersma (Haarlem, 31 augustus 1911 – Overveen, 22 april 1998) was een Nederlands politicus, advocaat, rechtsgeleerde en criminoloog. Namens de Partij van de Arbeid was hij van 1946 tot 1950 en van 1963 tot 1977 lid van de Eerste Kamer der Staten-Generaal. Brongersma was een doorbraaksocialist en stond bekend als pleitbezorger voor de acceptatie van pedofielen, een groep waartoe hij zelf ook gerekend kon worden. Hij was voorvechter van de liberalisering van de zedelijkheidswetgeving. Aan het einde van zijn leven kwam hij ook in de publiciteit als voorstander van euthanasie en een vrijwillig gekozen dood.

## Levensloop

### Jeugdjaren
Brongersma werd geboren als zoon van de vooraanstaande familie Brongersma; zijn vader was oogarts. Zijn ouders waren kerkelijk ongebonden en leefden volgens strikte humanistische levensopvattingen. De jonge Edward volgde van 1917 tot 1923 de openbare lagere school te Haarlem. Hij had in zijn jeugd een innige band met zijn enige, zeven jaar oudere broer. Deze voelde zich in zijn jeugdjaren sterk aangetrokken tot de Katholieke Kerk en trad rond 1924 in als benedictijn in de Sint-Paulusabdij te Oosterhout. Dit beïnvloedde Brongersma dusdanig dat hij zich in 1929, vlak voor zijn achttiende verjaardag en een week na het behalen van zijn einddiploma gymnasium-β aan het Stedelijk Gymnasium te Haarlem, bekeerde tot het katholicisme.

### Universitaire studies
Hij studeerde vervolgens rechten aan de Universiteit van Amsterdam en behaalde zijn doctoraal in 1935. Daarna was hij tot 1937 medewerker op een advocatenkantoor in Haarlem en werkte hij aan zijn proefschrift over de Portugese grondwet van 1933 en het Portugese corporatisme van António de Oliveira Salazar, die hij in die tijd zeer bewonderde en die in katholieke kringen van die tijd hoog aanzien genoot. In 1940 promoveerde hij cum laude in de rechtsgeleerdheid aan de Katholieke Universiteit Nijmegen. Zijn 584 pagina's dikke proefschrift droeg als titel De opbouw van een corporatieven staat. Het nieuwe Portugal en werd uitgegeven bij Uitgeverij Het Spectrum. In hetzelfde jaar verscheen een tweede druk en ten slotte in 1942 een derde herziene uitgave. Dit proefschrift bleef tot begin jaren zeventig een standaardwerk in het Nederlands taalgebied. In de jaren veertig diende het onder andere als inspiratiebron voor de Nederlandsche Unie.

### Doorbraakbeweging
Van 1940 tot 1950 had Brongersma samen met een compagnon een praktijk als advocaat te Amsterdam. Na de Tweede Wereldoorlog maakte hij een snelle carrière in de politiek en als jurist. Hij werd een voorstander van de doorbraak, het doorbreken van de traditionele politieke zuilen, die hun basis hadden in de confessionele godsdiensten. Er zou politiek geen scheiding moeten zijn tussen christenen en niet-christenen, tussen werknemers en werkgevers; katholieken moesten uit hun isolement komen. Brongersma sloot zich aan bij de in 1945 opgerichte Partij van de Arbeid en werd een van de voorlieden van de progressief-linkse katholieken binnen deze partij. Verreweg de meeste katholieken bleven echter politiek verenigd binnen de KVP, de traditionele partij van de katholieke zuil.

### Breuk met het katholicisme
In 1946 verscheen van Brongersma de brochure De bekrompenheid van het katholicisme (geschreven in oorlogstijd), waarin hij betoogde dat de bekrompenheid van het katholicisme een vooroordeel was en dat het katholicisme juist het tegendeel van bekrompen was. Door zijn pleidooi voor een ruimdenkend katholicisme gold hij in katholieke confessionele kringen dan ook reeds snel als dissident. In de jaren vijftig voelde hij zich steeds meer aangetrokken tot het humanisme, daarmee in wezen terugkerend naar de overtuigingen van zijn ouders. Hij brak uiteindelijk officieel met de Rooms-Katholieke Kerk in 1968, tijdens een oecumenisch congres in Sigtuna (Zweden) waar hij namens de Sint-Willibrordvereniging aan deelnam.

### Eerste Kamer (1946-1950)
In 1946 werd hij namens de PvdA lid van de Eerste Kamer. Gedurende dat lidmaatschap was hij aanvankelijk de woordvoerder van zijn fractie op het terrein van buitenlandse zaken. In deze periode was hij tevens lid van de Provinciale Staten van Noord-Holland en zat hij voor de PvdA in de gemeenteraad van Heemstede. Als jurist maakte hij tegelijkertijd deel uit van de hoofdredactie van het Nederlands Juristenblad, waarin hij met regelmaat publiceerde.

### Veroordeling (1950)
In juli 1950 moest hij plotseling al zijn functies neerleggen. Naar buiten toe werd verklaard dat dit was wegens gezondheidsredenen, hetgeen zo in die tijd gebruikelijk was bij "gevoelige kwesties". Alleen Joop Lücker, toenmalig hoofdredacteur van de Volkskrant, hield zich niet aan deze "code". Hij plaatste een bericht op de voorpagina waarin hij meldde dat Brongersma was gearresteerd, overigens zonder de redenen daarvan te vermelden. Dit werd hem van verschillende kanten zeer kwalijk genomen, ook door hooggeplaatsten in de politiek en van het bisdom Haarlem. Op het moment van de arrestatie was immers ook nog niet zeker of daadwerkelijk een veroordeling zou volgen. Andere bladen namen het bericht van de Volkskrant over.
Brongersma was op 8 juli 1950 gearresteerd wegens zijn seksuele relatie met een 16- of 17-jarige jongeman in zijn woonplaats (Haarlem resp. Heemstede). In die tijd gold voor homoseksuele contacten, in tegenstelling tot heteroseksuele, nog een leeftijdsgrens van 21 jaar (artikel 248bis van het Wetboek van Strafrecht). Brongersma werd op grond van dit artikel veroordeeld en kwam voor een psychiatrisch onderzoek terecht in de Psychiatrische Observatie Kliniek te Utrecht, het huidige Pieter Baan Centrum. Vervolgens zat hij zijn straf uit in de Koepelgevangenis in Haarlem. Hij kwam vrij op 3 mei 1951.

### Vervolg carrière
Na zijn detentie dachten velen dat zijn carrière nu gebroken was. Hij vestigde zich in Utrecht en volgde vanwege zijn homoseksualiteit therapeutische behandelingen; eerst bij prof. Kempe en vervolgens bij prof. Pieter Baan. Hij vervolgde in die tijd zijn loopbaan als journalist en publicist en werkte daarbij met name veel voor de Volkskrant, als juridisch medewerker, zulks op verzoek van hoofdredacteur Joop Lücker.
In die tijd bleef hij ook politiek actief en van 1953 tot 1956 maakte hij deel uit van het gewestelijk bestuur van de PvdA in Utrecht.
Hij ondervond veel steun om een comeback te kunnen maken. Dit leidde ertoe dat hij in 1956 werd aangesteld als directeur van het Maatschappelijk Buurtwerk in Haarlem (1956-1960).
In 1950 was hij als gevolg van zijn veroordeling geroyeerd als lid van de Nederlandse Orde van Advocaten. Na een eerste mislukte poging in 1956 werd hij bij een tweede poging in 1959 weer tot de Orde van Advocaten toegelaten. Daardoor kon hij zijn beroep weer uitoefenen. Hij vestigde zich als zelfstandig advocaat, officieel tot zijn pensionering in 1980, hoewel hij ook daarna nog zaken in behandeling nam.

### Eerste Kamer, tweede periode (1963-1977)
Naast zijn praktijk als advocaat, was hij van 1960 tot 1967 als wetenschappelijk hoofdmedewerker verbonden aan het Criminologisch Instituut van de Rijksuniversiteit Utrecht, waar hij nauw samenwerkte met professor Willem Pompe.
In 1963 verzocht de Partij van de Arbeid hem terug te keren in de Eerste Kamer voor een tweede periode, deze duurde tot zijn pensionering in 1977. Hij voerde in de Senaat het woord over justitie-aangelegenheden en was van 1969 tot 1977 voorzitter van de Vaste Commissie voor Justitie.

### Zedelijkheid
Brongersma werd vooral bekend door zijn publicaties en stellingname met betrekking tot de liberalisering van de zedelijkheidswetgeving, waarnaar zijn bijzondere interesse uitging. Hij speelde een belangrijke rol bij de afschaffing in 1971 van artikel 248bis van het Wetboek van Strafrecht, het artikel op grond waarvan hij zelf in 1950 was veroordeeld. De strafbaarstelling van homoseksuele contacten werd verlaagd van 21 naar 16 jaar, een gelijkstelling met de leeftijdsgrens voor heteroseksuele contacten.
Hij zag gedurende zijn leven de overheersende maatschappelijke opvattingen over seksualiteit sterk veranderen. De koninklijke onderscheiding (Ridder in de Orde van de Nederlandse Leeuw) die hem op 29 april 1975 door koningin Juliana werd toegekend, illustreert volgens sommigen dat door de schrapping van artikel 248bis het verleden in de jaren zeventig anders werd beoordeeld.
Brongersma bleef een openbaar pleitbezorger van seksuele contacten tussen minderjarigen onderling en tussen meerderjarigen en minderjarigen. Hij wilde nog verder gaan en bepleitte een verdere verlaging van deze leeftijdsgrenzen en een grotere vrijheid voor jeugdigen om seksuele relaties, ook met volwassenen, aan te kunnen gaan. Met name trad hij in het strijdperk voor een grotere vrijheid voor hen - zowel minder- als meerderjarigen - die zich seksueel aangetrokken voelen door jongeren van het eigen geslacht. Zo ver is het echter nooit gekomen.
Rond bovengenoemde thema's heeft hij gedurende zijn hele leven omvangrijke wetenschappelijke collecties opgebouwd, bestaande uit een bibliotheek en een archief. Deze bracht hij in 1979 onder in een naar hem genoemde Dr. Edward Brongersma Stichting, die als statutaire doelstelling had: "de bevordering van de wetenschappelijke bestudering en publicaties m.b.t. seksuele relaties tussen volwassen en jeugdigen". In 1992 werd de doelstelling verbreed tot "de bevordering van onderzoek naar de seksueel-emotionele gezondheid van kinderen en jeugdigen". Kort na de dood van Brongersma ontstond heibel binnen het driekoppige stichtingbestuur over de belegging van de erfenis van de oud-senator.
Na zijn dood in 1998 ontstond er ook commotie rond zijn collecties, nadat een gedeelte daarvan met beeldmateriaal door het Openbaar Ministerie in beslag was genomen. Er bevonden zich afbeeldingen tussen die werden aangemerkt als kinderporno. Sinds een wetswijziging in 1996 was het "in voorraad hebben" daarvan bij de wet verboden.
Na zijn pensionering in 1977 wijdde Brongersma zich geheel aan de verwezenlijking van de doelstelling van zijn stichting. Hij publiceerde o.a. zijn magnum opus Loving Boys (in twee delen, 1987 en 1990) en breidde zijn collecties verder uit. Na zijn overlijden werd de gehele nagelaten sociaal-seksuologische collectie en zijn particulier archief ondergebracht in het Internationaal Instituut voor Sociale Geschiedenis (IISG) te Amsterdam, maar zonder het beeldmateriaal dat in beslag was genomen. Het Fonds Wetenschappelijk Onderzoek Seksualiteit (FWOS) is de rechtsopvolger van de Dr. Edward Brongersma Stichting en in die hoedanigheid eigenaar van de archieven die Brongersma bij zijn dood heeft nagelaten.

### Overlijden
Edward Brongersma stierf in 1998 op 86-jarige leeftijd door euthanasie, omdat hij in zijn laatste jaren uiteindelijk levensmoe geworden was. Zijn gezondheid had hem in de steek gelaten en hij vereenzaamde nadat zijn beste vrienden hem waren ontvallen.
De omwentelingen in de jaren tachtig en daarna, als reactie op de seksuele revolutie van de jaren zeventig, stemden hem bovendien somber. Aanvankelijk hadden zijn pleidooien voor de liberalisering van de zedelijkheidswetgeving en de rechten van pedofielen, zowel nationaal als internationaal een positieve weerklank gevonden. Maar allengs rees er maatschappelijke kritiek op die liberalisering.
Na zijn euthanasie laaide in Nederland een discussie op of mensen die levensmoe zijn, zomaar hun leven met hulp van een arts zouden mogen beëindigen. Brongersma, die sinds 1984 een euthanasieverklaring had en in 1996 een mislukte zelfmoordpoging deed, had van zijn huisarts Flip Sutorius na diverse lange gesprekken een dodelijk drankje gekregen. De arts werd in 2002 door de Hoge Raad schuldig bevonden aan hulp bij zelfdoding, maar kreeg geen straf opgelegd.

## Onderscheidingen
- Ridder in de Orde van de Nederlandse Leeuw: toegekend op 29 april 1975 door koningin Juliana vanwege zijn politieke verdiensten
- Commandeurskruis Chileense Orde van Christus van Portugal: buitenlandse onderscheiding